# Schirgiswalde
Schirgiswalde is een plaats en voormalige gemeente in de Duitse deelstaat Saksen, en maakt deel uit van de gemeente Schirgiswalde-Kirschau in het district Bautzen.

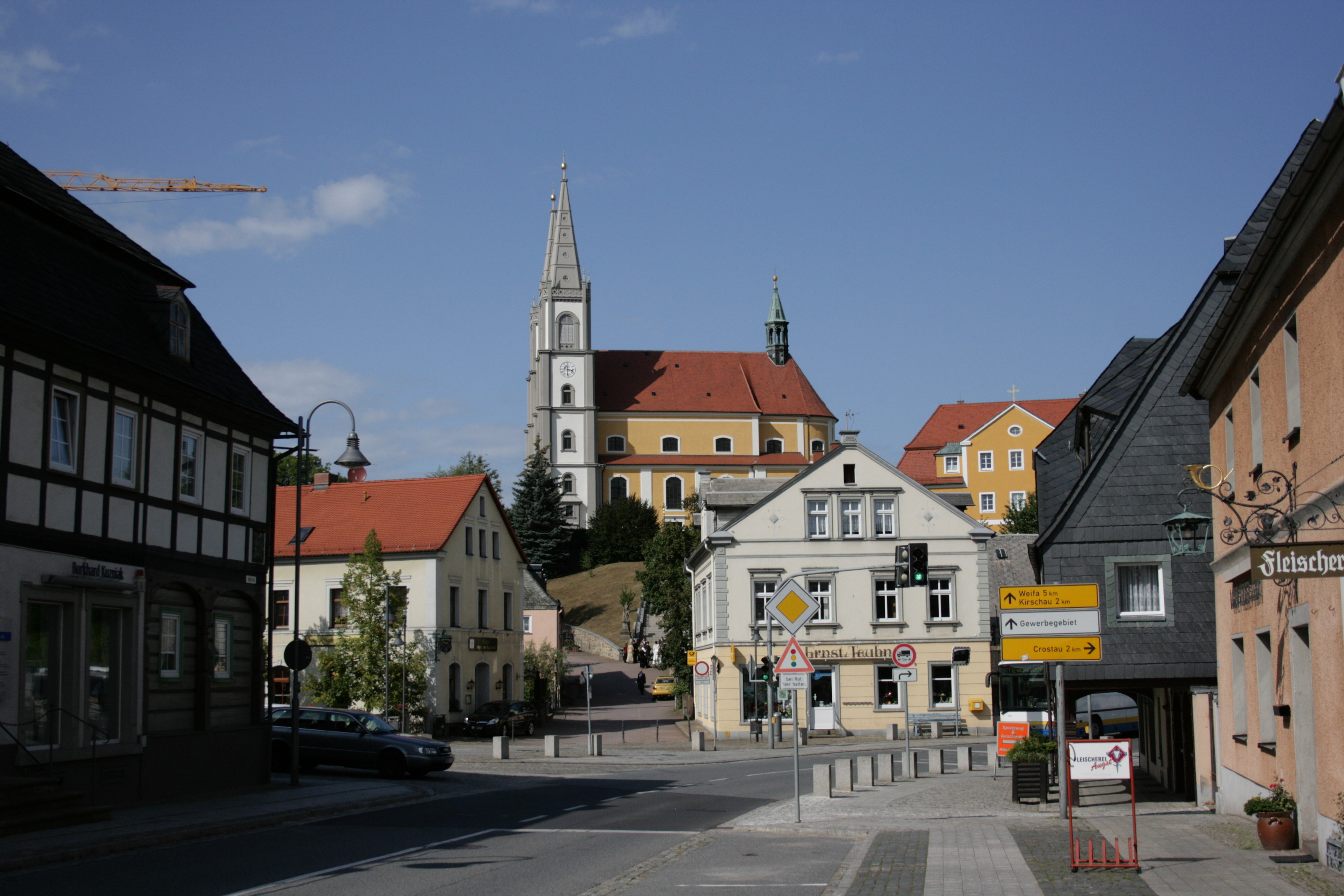
De Hauptstraße van Schirgiswalde